# Szamárszavazat
A szamárszavazat olyan szavazat egy több jelöltet rangsoroló, preferenciális rendszerű választáson, amelyben a szavazó olyan sorrendben állítja fel a rangsort, ahogy a jelöltek a szavazólapon szerepelnek. Aki így szavaz, azt szamárszavazó néven szokták említeni.
Tipikusan ilyen esetekben az első preferenciát az első helyen szereplő jelölt kapja, a másodikat a második, és így tovább. De előfordul, hogy valaki ezt megfordítja, és alulról kezdi a számolást. Az olyan rendszerekben, ahol a szavazat érvényességéhez minden jelölthöz kell tenni egy számot, az sem ritka, hogy a legkedveltebb jelölt mellé kerül az első preferencia, a többit meg a lapon szereplés sorrendjében számozzák meg.
A szamárszavazás azokban a választási rendszerekben a legtipikusabb, ahol a preferenciális szavazás egyben kötelező is, mint például Ausztráliában, különösen ha minden jelöltet muszáj rangsorolni az érvényességhez. A jelenség különböző változatait figyelték meg az ausztrál képviselőházi és szenátusi választásokon, illetve azokon a helyeken, ahol a Hare–Clark-féle egyszeri átruházható szavazást alkalmazzák.
Előfordulásának sokféle oka lehet, mint a szavazói apátia, a protestszavazás, a választási rendszer bonyolultsága vagy az érdeklődés hiánya a szavazó részéről, hogy megértse a választási rendszert.  Persze az is előfordulhat, hogy a szamárszavazatnak tűnő voks a választó tényleges preferenciáit tükrözi.

## Fordítás
Ez a szócikk részben vagy egészben  a   Donkey vote című angol Wikipédia-szócikk ezen változatának fordításán alapul.  Az eredeti cikk szerkesztőit annak laptörténete sorolja fel. Ez a jelzés csupán a megfogalmazás eredetét és a szerzői jogokat jelzi, nem szolgál a cikkben szereplő információk forrásmegjelöléseként.